# Jemima
Jemima ist ein weiblicher Vorname.

## Etymologie
Von hebräisch יְמִימָה jəmimāh, jəmîmâ (arab. yamama) „Taube“. In der Bibel ist Jemima eine Tochter Hiobs (Hi 42,14 ). Die Septuaginta übersetzt ihren Namen als Ἡμέρα hēméra, die Vulgata mit Dies, was darauf hindeutet, dass der Name mit יוֹם jōm „Tag“ zusammenhängt.

## Verbreitung
In der Bibel ist die Tochter Hiobs die einzige Namensträgerin. Im englischen Sprachraum verbreitete sich der Name erstmals während der Ära des Puritanismus.
In den USA ist „Tante Jemima“ (Aunt Jemima) eine abwertende Bezeichnung für eine unterwürfige schwarze Frau, die als Werbefigur einer Pfannkuchen-Marke (1948–1966) bekannt wurde (vgl. Uncle Ben).

## Varianten
- Englisch: Jemimah, Yemima
- Finnisch: Jemina
- Hebräisch: יְמִימָה jəmimāh, jəmîmâ
- Schwedisch: Jemine

## Bekannte Namensträgerinnen
- Jemima Boone (* 1762), eine Tochter Daniel Boones, die von Indianern gefangen genommen worden war und deren Geschichte James Fenimore Coopers Roman Der letzte Mohikaner inspirierte
- Jemima Blackburn (1823–1909), schottische Malerin
- Charlotte Jemima Henrietta Maria Boyle (1650–1684), Tochter Karls II. von England (1650–1657)
- Jemima Kabeya (2003–2025), französische Handballspielerin
- Jemima Khan (* 1974), UNICEF-Botschafterin
- Jemima Kirke (* 1985), britische Schauspielerin
- Jemima Morrell (1832–1909), englische Reiseschriftstellerin und Illustratorin
- Jemima Nicholas (1755–1832), eine Engländerin, die 1797 den Ort Fishguard von französischen Invasoren befreite
- Jemima Rooper (* 1981), britische Schauspielerin
- Jemima Jelagat Sumgong (* 1984), kenianische Marathonläuferin
- Jemima West (* 1987), britisch-französische Schauspielerin (Matchball für die Liebe)
- Jemima Wilkinson (1752–1819), religiöse Eiferin, siehe auch Penn Yan#Geschichte
- Jemima Yorke (1723–1797), britische Adelige

## Figuren in Literatur, Theater und Film
- in Wilhelm Raabes Novelle Holunderblüte (1863)
- in Beatrix Potters Buch Die Geschichte von Jemima Pratschel-Watschel (eine Ente)
- im Film Im Auftrag des Drachen (Jemima Brown)
- in John le Carrés Roman Der Nachtmanager und der TV-Serie The Night Manager (Jemima „Jed“ Marshall)
- in Andrew Lloyd Webbers Musical Cats
- in Antonia Frasers Kriminalromanen (Jemima Shore)
- in Margaret Atwoods Roman Die Zeuginnen (Agnes Jemima)